# 本町 (青森市)
本町（ほんちょう）は青森県青森市の地名。現行の行政地名では、本町一丁目から五丁目まで存在する。郵便番号030-0802。

## 地理
青森市中心市街地に位置する。北で青森湾に面し、青森港中央埠頭が置かれ、保税上屋も見られる。東で青柳、南西の道路上の一点で堤町、南で橋本・中央、南西で長島、西で新町・安方に接する。

### 一丁目

#### 旧 寺町
南寄りの一丁目は、国道に面している部分がある。こちらは、一般商店やホテル・保険会社等のビルが立ち並び、青森市の業務中心地区の一角をなしている。
柳町通りに面した部分は、家具店・衣料品店等のほか、飲食店が数多く存在する。新町通りから東に続く旧寺町通りが一丁目の北端となり、この通り沿いには飲食店・商店等が並ぶ。
その南側には、常光寺、正覚寺、蓮心寺、蓮華寺の4つの寺（「四ヶ寺」。よんかじ。）が並んで存在する。これらの寺院は、青森の港町の発足後ほどなく創建された。これら「四ヶ寺」の南側には本町公園があるが、かつてここはこれらの寺院の墓地であった場所である。その場所にかつて存在した墓所の多くは青森市西部の三内霊園に移されている。「四ヶ寺」と本町公園で一丁目の面積のかなりを占める。

#### 旧 鍛冶町
旧寺町通りをそのまま東側に進むと、旧鍛冶町に入る。国道103号をそのまま北側に進んだ通称旧税務署通りの東西１ブロックがかつての鍛冶町であった。現在はほとんど夜に営業する飲食店街となっている。

### 二・五丁目（旧：寺町・鍛冶町、米町・大町）
一丁目の北側に位置する二丁目、およびその東に位置する五丁目には夜間に営業する飲食店がよく見られる。
　特に二丁目のうち、旧米町通りの雑居ビルを中心にして密集している。そのほか、西部にホテルが３軒あり、住宅マンションも点在する。そのほか、事務所・商店等が軒を連ねている。五丁目にもホテルが２軒（旧浜町通りのホテルアップルパレス、旧寺町通りのホテルクラウンパレス青森）ある。それ以外の部分は、飲食店と住宅マンション、駐車場等が点在する静かな通りである。

### 三・四丁目（旧：浜町・新浜町）
本町の最も北に位置する三丁目・四丁目の海岸には埠頭があり、その近くには、工場・倉庫等が所々にみられる。また、空き地や駐車場もみられる。南端の浜町通り沿いには、商店・ビル・事務所・住宅等が存在する。

## 歴史

### 概要
現在の本町にあたる区域は、江戸時代前期に発足した当時の青森の町の主要部にあたる。地内の旧米町付近に、船乗りたちの目印となっていた青々と磯馴松（ハイネズ）が生えた高さ一丈ほどの小山があったとも言われている。それが「青森」という地名の由来であると言われている。その場所は、旧米町通りと旧税務署通り（観光通り海手）の交差点北西角付近とみられており、現在、標示板がそこに設置されている。
但し、これには異説がある。「突き出た丘」を意味するアイヌ語であるという説もある。また、磯馴松が青々と生えた小山は、もっと海岸に近い場所にもあったという指摘もある。
明治に入ると、浜町に桟橋が設けられ、函館への汽船が就航し、桟橋近くの浜町や大町が繁華街として発展した。1891(明治24)年、鉄道が開業し、青森町の西端近くの安方に青森駅が設けられると、旅館・商店等は安方に支店を出すようになる。次いで、1906(明治39)年、青森駅の正面玄関が約100m南に移動し、駅前通りが新町通りに変わると、本町は繁華街としての地位を新町にゆずるかたちとなった。ただ、それでもしばらくは地内には銀行の本店・主要支店が集まっていた。青森大空襲・復興を経て、昭和40年代（1960年代後半）から次第に郊外が発展し、市内中心部である地内はゆっくり人口が減少した。青森銀行本店をはじめ、事務所等が域外への移転が進み、かわって地内には飲食店の多い一角ができた。1980年前後から地内にマンションが建てられはじめ。現在に至る。

### 沿革
- 1626(寛永3)年 - 港町 青森が開かれるのと同時に、浜町・本町・米町が置かれた。
- 1671(寛文11)年 - 寺町が開かれ、四ヶ寺が開かれた。
- 1754(宝暦4)年 - 本町が大町と改称された。
- 1881(明治14)年 - 「新浜町」という地名がこの頃『青森市沿革史』にあらわれる。
- 1968(昭和43)年9月1日 - 青森市中部地区の住居表示事業により、本町一～五丁目が置かれた。

### 町名の変遷
| 実施後     | 実施年月日   | 実施前                                                         |
| ---------- | ------------ | -------------------------------------------------------------- |
| 本町一丁目 | 1968年9月1日 | 寺町、柳町、鍛冶町、浦町字橋本の各一部                         |
| 本町二丁目 | 1968年9月1日 | 浜町、大町、米町、鍛冶町の各一部                               |
| 本町三丁目 | 1968年9月1日 | 新浜町、浜町、第一埠頭、第二埠頭の各一部                       |
| 本町四丁目 | 1968年9月1日 | 第二埠頭、新浜町、浜町、蜆貝町の各一部                         |
| 本町五丁目 | 1968年9月1日 | 浜町、大町、米町、鍛冶町、大工町、蜆貝町、塩町、博労町の各一部 |

## 世帯数と人口
2024年（令和6年）5月1日現在の世帯数と人口は以下の通りである。
| 町丁       | 世帯数  | 人口    |
| ---------- | ------- | ------- |
| 本町一丁目 | 112世帯 | 145人   |
| 本町二丁目 | 274世帯 | 358人   |
| 本町三丁目 | 173世帯 | 206人   |
| 本町四丁目 | 45世帯  | 77人    |
| 本町五丁目 | 296世帯 | 438人   |
| 合計       | 870世帯 | 1,224人 |

## 小・中学校の学区
市立小・中学校に通う場合、学区は以下の通りとなる。
| 町名       | 番地 | 小学校             | 中学校             |
| ---------- | ---- | ------------------ | ------------------ |
| 本町一丁目 | 全部 | 青森市立橋本小学校 | 青森市立南中学校   |
| 本町二丁目 | 全部 | －                 | 青森市立南中学校   |
| 本町二丁目 | 一部 | 青森市立橋本小学校 | －                 |
| 本町二丁目 | 一部 | 青森市立長島小学校 | －                 |
| 本町三丁目 | 全部 | －                 | 青森市立南中学校   |
| 本町三丁目 | 一部 | 青森市立橋本小学校 | －                 |
| 本町三丁目 | 一部 | 青森市立長島小学校 | －                 |
| 本町四丁目 | 全部 | 青森市立橋本小学校 | 青森市立浦町中学校 |
| 本町五丁目 | 全部 | 青森市立橋本小学校 | 青森市立浦町中学校 |

## 交通

### 鉄道
鉄道は地内に引かれていない。最寄駅はJR東日本青森駅である。過去には青森県公用臨港線（青森臨海鉄道）が敷設されており、現在でも港湾施設内で痕跡を見ることができる。

### バス
青森市市バス青柳線（青森駅－県立中央病院前）が通過する。域内のバス停は、本町二丁目・本町五丁目である。
国道4号沿いには、市役所前バス停がある。ここには、青森市営バス・青森市市民バス・JRバス東北・弘南バス・十和田観光電鉄バス・下北交通の郊外・市外方面行きの各路線が停車する。

### おもな道路
（東西に走る道路）
北から順番に主なものを記した。
- 臨港道路3号線 – 青森ベイブリッジから東に伸び、平和公園通りで終わる。[5]
- 青森市都市計画道路 3･3･1 石森橋通り線 - （旧）浜町通り。安方から西に伸びる。三・四丁目と二・五丁目の間を通る。青柳に続き、石森橋で堤川を越え、合浦公園西口まで続く。
- 青森市都市計画道路 3･5･1 青柳橋通り線  - （旧）大町通り。西の方向にある青森駅から延びている。途中、善知鳥神社北東にある変則十字路を経由し、二・五丁目を東西に貫く。さらに東に進むと、青柳橋で堤橋を越え、茶屋町で旧米町通りの延長部と合流する。
- 青森市道 旭橋通り線 - （旧）米町通り。安方の善知鳥神社鳥居前から東に伸びている。二・五丁目を貫く。さらに東に進むと、旭橋で堤川を越し、合浦公園西口に続く。[6]
- 青森市都市計画道路 3･3･2 青森駅通り合浦線 - （旧）寺町通り。新町通りをそのまま東に延長するように伸びる。二丁目と一丁目、五丁目と橋本一丁目の間を通る。さらに東に進むと、うとう橋で堤川を越え、栄町に達する。
- 国道4号 – 本町一丁目の南端を通る。

（南北に走る道路）
西から順番に、通りの名前のある、主なものを記した。
- 青森県道120号荒川青森停車場線 - 地内では柳町通りと呼ばれる。通りの地下には駐車場が設けられている。本町一・二丁目の西端を通る。
- 青森市都市計画道路 3･3･6 十和田通り線 - 地内では（旧）税務署通り、あるいは、観光通り海手とも呼ばれる。観光通り（国道103号）から国道4号を越えて北に直進した所にある市道である。一丁目と橋本一丁目、二丁目と五丁目、三丁目と四丁目の間を通る。
- 青森市都市計画道路 3･4･3 蜆貝八重田線 - 地内では平和公園通りと呼ばれる。かつては浦町駅通りと呼ばれた。四丁目・五丁目のそれぞれの東端を通る。通りの北端には浜町埠頭、南に進めば、勝田・奥野を通り、途中で向きを東寄りに変え、青森県道27号青森浪岡線と交差してから、筒井方面に進む。

※ 以上、青森市都市計画道路については、青森都市計画図に依った。

## 施設
- 青森港　新中央埠頭 – 大型客船がよく利用する岸壁。
- 同　中央埠頭
- 同　浜町埠頭
- 青森港湾事務所
- 青森県東青地域県民局地域整備部青森港管理所
- 青森市福祉増進センター（しあわせプラザ） - かつての青森市公会堂（のちに青森市スポーツ会館）の跡地に建つ。
- 青森本町郵便局
- 青森青年会議所
- 青森県立郷土館
- 青森労済会館
- 青森県農業共済会館
- 青森県中小企業会館
- 青森県労働福祉会館
- 浜町稲荷神社
- 浜町神明宮
- 本町カトリック教会

## 出身・ゆかりのある人物
- 大坂金助（大地主、貴族院議員、衆議院議員、青森商業銀行頭取、青森商業会議所会頭、青森県多額納税者） - 住所は旧大町[8]。